# Рамдален (стадион)
Стадион «Рамдален» (швед. Ramdalens IP) — спортивное сооружение в Укселёсунде, Швеция. Сооружение предназначено для проведения матчей по хоккею с мячом. Арену для домашних игр использует команда по хоккею с мячом — ?. Трибуны спортивного комплекса вмещают 3 000 зрителей.
Арена открыта в 1970 году. Рекорд посещаемости: 1200 человек, был установлен в 1996 году.

## Информация
Адрес: Укселёсунд, Torpsvägen, 1C (Oxelösund)